# Чонгџу
Чонгџу (кореј. 청주시) је главни и највећи град покрајине Северни Чунгчонг у Јужној Кореји.

## Познати људи из Чонгџуа
- Мунбин, певач